# (1471) Tornio
(1471) Tornio – planetoida z pasa głównego asteroid okrążająca Słońce w ciągu 4 lat i 175 dni w średniej odległości 2,72 au. Została odkryta 16 września 1938 roku w Obserwatorium Iso-Heikkilä w Turku przez Yrjö Väisälä. Nazwa planetoidy pochodzi od Tornio, miasta w Finlandii. Przed jej nadaniem planetoida nosiła oznaczenie tymczasowe (1471) 1938 SL1.